# Citoqueratina
La citoqueratina, también llamada tonofibrilla, es una de las proteínas fibrosas que forman los filamentos intermedios (que se componen de veinte tipos diferentes de polipéptidos) del citoesqueleto intracelular de células epiteliales (incluyendo mucosas y glándulas, que revisten las superficies internas y externas del cuerpo), así como en las uñas, pelo y en las plumas de los animales. Son proteínas elaboradas por células especializadas llamadas células epiteliales. También se encuentran en las células que revisten los orgánulos, glándulas y otras partes del cuerpo. Los filamentos de citoqueratina se unen al lado citoplasmático de la envoltura nuclear, frecuentemente cerca de los poros nucleares y se extienden hasta los desmosomas y hemidesmosomas, en los cuales se insertan por la zona interna de la membrana plasmática. Estas células epiteliales se encuentran en la superficie de un tejido, que bien puede ser exterior (como la piel) o interior (como el interior del colon). Los monómeros de citoqueratina están ligados una a la otra por moléculas de filagrina.
Se conocen treinta y siete genes implicados en la expresión de citoqueratinas, los cuales se encuentran codificados en los cromosomas 12 y 17. Siempre se expresan en pares y tienen patrones de expresión de acuerdo con su localización.
Para ver la cantidad de citoqueratina que hay dentro de una célula, se realiza una prueba que recibe el nombre de inmunohistoquímica. Así se puede diferenciar si las células que se están observando son epiteliales o no.
Aquellas células que producen citoqueratina se llaman positivas o reactivas, mientras que las que no producen son negativas o no reactivas.

## Tipos de citoqueratina
Hay 20 tipos diferentes de citoqueratinas, y cada célula producirá un tipo concreto según su ubicación y propósito. El método que se ha utilizado para identificar los 20 tipos de citoqueratina que existen es la electroforesis en gel bidimensional.  
A cada tipo se le asigna un número diferente. Para nombrar a cada uno, se utiliza la forma abreviada "CK" seguida del número correspondiente.
Los veinte tipos pueden dividirse en dos categorías según el pH de su cadena: citoqueratinas de tipo I (ácidas, con carga negativa) que comprenden desde la número 9 hasta la número 20, y citoqueratinas de tipo II (básicas o neutras, con carga positiva) que son la de número 1 hasta la número 8. Generalmente, aquellas cadenas de tipo II tienen pesos moleculares y puntos isoeléctricos mayores que las cadenas de tipo I. En el tipo I prevalecen las proteínas de bajo peso molecular (56,5 kDa) y en el tipo II tienen tienen alto peso molecular (65-67 kDa)
Normalmente las citoqueratinas se expresan como parejas que constan de una molécula ácida y otra básica. 
El tipo de citoqueratina difiere entre los diferentes tejidos, al igual que entre las células de un mismo tejido; por ejemplo, es diferente entre las células de la capa basal epidérmica y las células de la capa córnea.  

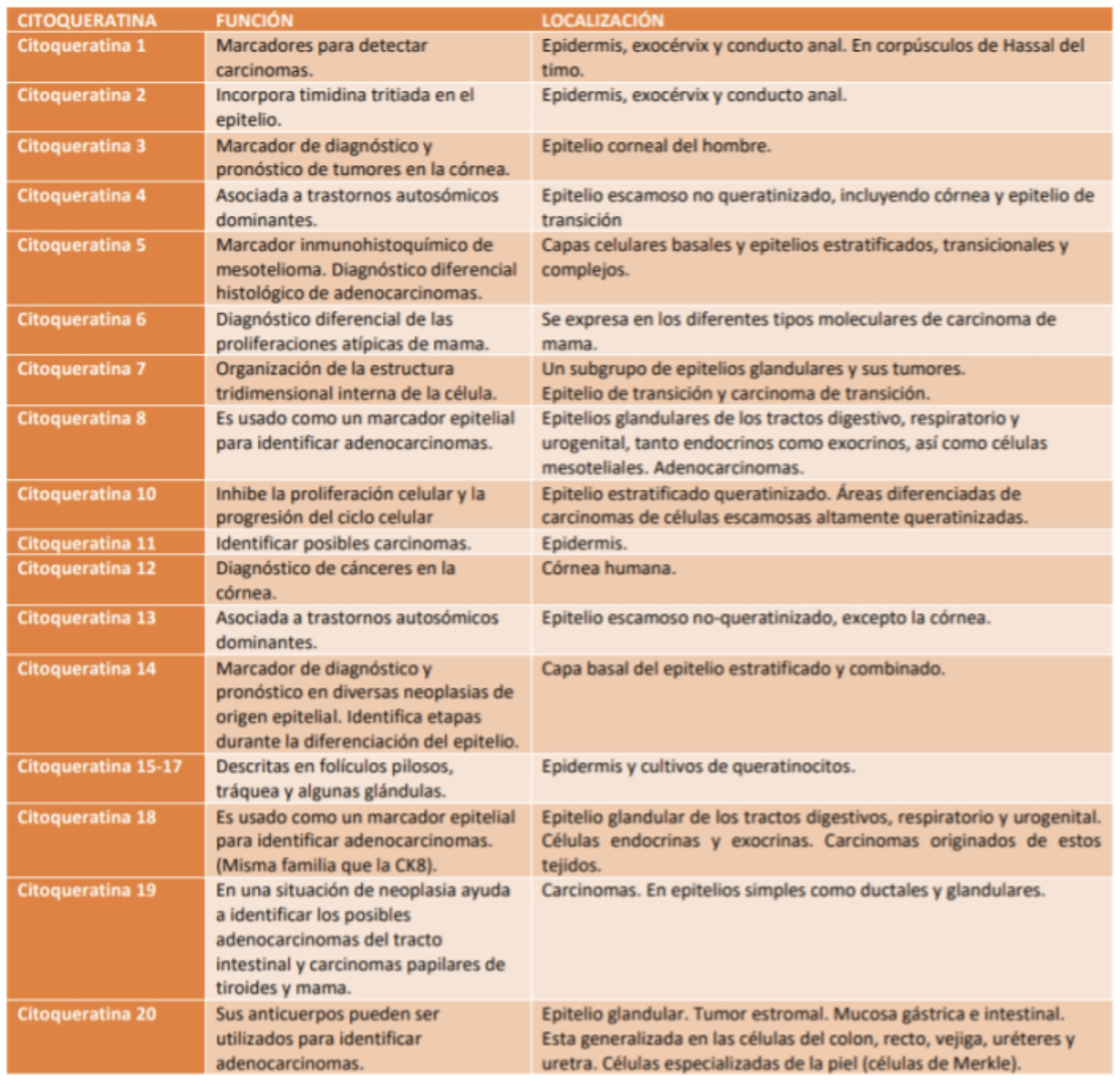

### Clasificación histológica de las citoqueratinas
Se pueden considerar 3 grandes grupos:
- Epitelio simple: 7, 8, 18, 19. Son las únicas presentes en este tejido. También pueden encontrarse en glándulas y epitelios estratificados.
- Epitelio de alta complejidad celular (incluye glandulares, ductales, pseudoestratificados y estratificados no queratinizados). 4, 6, 13, 15, 17.
- Diferenciación suprabasal de la epidermis: 1, 2, 5, 9, 11, 16. También presentes en epitelios estratificados como gingival, vaginal, exocervical y en la mucosa peneana.

## Funciones
Su función principal es la organización de la estructura tridimensional interna de la célula (por ejemplo, forman parte de la envoltura nuclear y de los sarcómeros), forman una barrera rígida la cual evita la entrada de microorganismos. Esa misma barrera cumple la vital función de retener agua dentro de las células. También participan en algunas uniones intercelulares (desmosomas).
Además, se encargan de proteger y mantener la estructura epitelial, regular la movilidad, señalización, crecimiento y síntesis de proteínas, proteger ante traumatismos y la comunicación entre los componentes citoplasmáticos. Por otra parte, también se han utilizado como marcadores de diagnóstico.
En la formación de filamentos de citoqueratinas se requiere la participación de dos cadenas de cada tipo (I y II). Se forma un tetrámero heterotríptico. Es fundamental que estas cadenas se ensamblen correctamente para el desarrollo normal de los mecanismos de proliferación y diferenciación celular. 
Pueden participar también en procesos de transducción de señales celulares, y también en las interacciones y comunicaciones intercelulares.

## Estructura

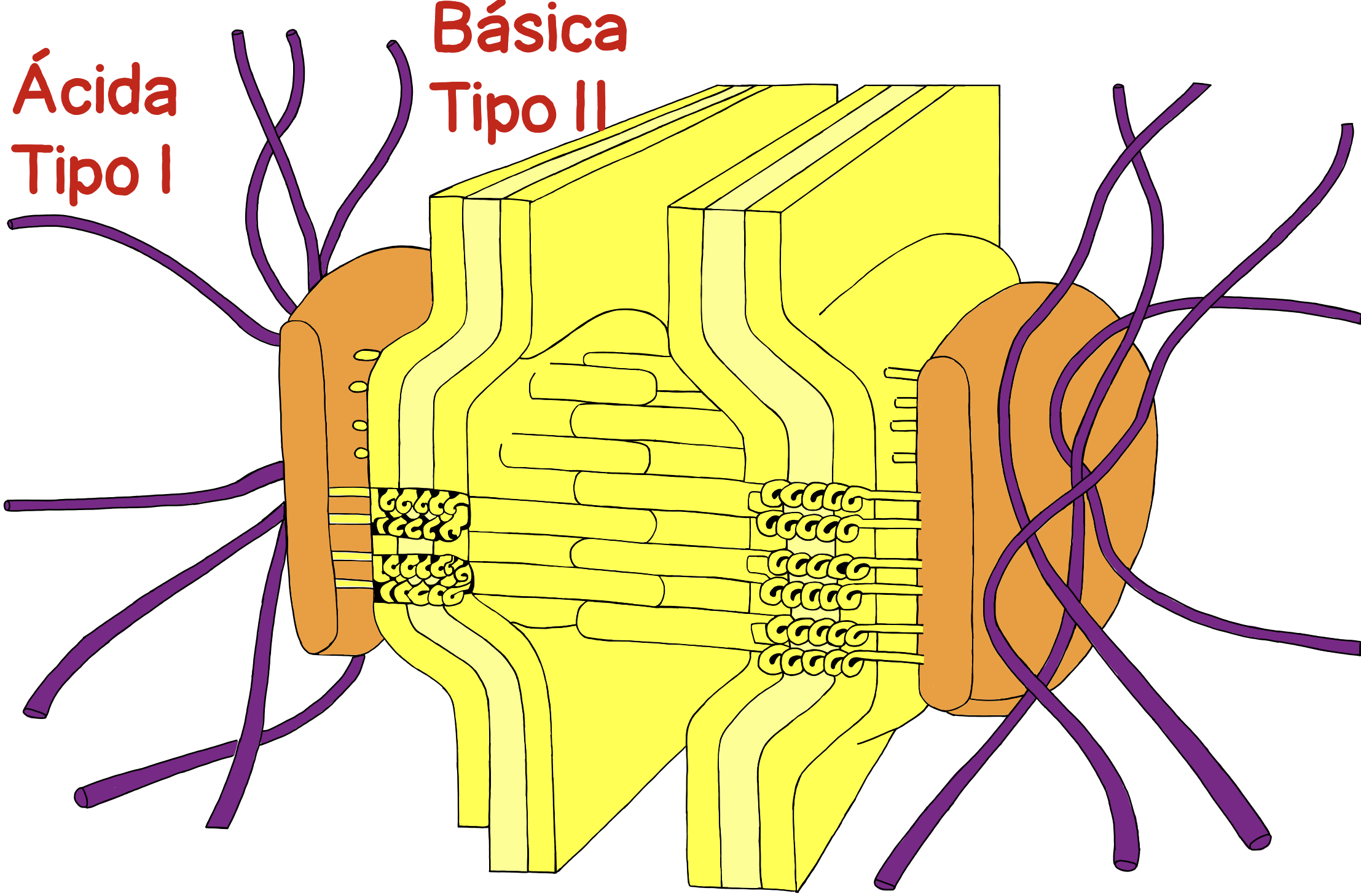
En la siguiente imagen podemos observar la estructura de la citoqueratina. En ella se puede identificar la parte ácida (tipo I) y la parte básica (tipo II).

Son proteínas fibrosas que forman una molécula formada a partir de tres filamentos de siete polipéptidos. Estas moléculas, se agregan progresivamente para formar unidades de mayor tamaño (tonofilamentos y tonofibrillas).

### Estructura primaria
La secuencia de aminoácidos de la citoqueratina puede dividirse en tres dominios; uno central y los extremos N-inicial y C-terminal. El dominio central de la proteína consta de150-310 aminoácidos, por lo que tiene un peso aproximado de entre 16.500-34.100 Daltons. Este dominio abarca cuatro segmentos en los que el patrón repite continuamente los mismos siete residuos. En este esquema, el primer y cuarto residuo son aminoácidos hidrófobos, mientras que el resto alterna polaridad positiva y negativa. Este dominio central de la cadena permite el enlace molecular con la estructura de la queratina.
Las secuencias terminales de los dominios de tipo I y tipo II se dividen en subdominios V1 y V2, que difieren según su secuencia de aminoácidos y tamaño. El segundo tipo también retiene los subdominios H1 y H2, que constan de 36 y 20 residuos de aminoácidos, respectivamente. Los subdominios V1 y V2 contienen restos de glicina y serina y, por tanto, como aminoácidos no polares, confieren a la cadena su carácter insoluble y facilitan las interacciones con otras moléculas.

### Estructura secundaria
Todas las cadenas de citoqueratinas están compuestas de un dominio con estructura α-hélice central, mientras que el los extremos N-inicial y C-terminal no tienen una estructura helicoidal.

### Estructura cuaternaria
Dos dímeros de citoqueratina se unen anti-paralelamente en un tetrámero, el cual se considera el principal bloque de construcción de la cadena de citoqueratina. Posteriormente, la unión entre los extremos de los tetrámeros dan lugar a los protofilamentos, que a su vez se entrelazan en pares para formar protofibrillas. Cuatro protofibrillas formarán un filamento de citoqueratina.

## Síntesis
Ya que en el tipo de citoqueratina varía entre las células de un mismo tejido, la síntesis de cada tipo tendrá lugar zonas diferentes. De esta forma, la síntesis de citoqueratinas se inicia en la capa basal, la capa más interna de la epidermis (donde se diferencian tonofilamentos de citoqueratina 5 y 14), continúan proliferando en el estrato espinoso (en el que se observan tonofibrillas de citoqueratina 1 y 10) y finaliza en el estrato granuloso (en el que se distinguen filamentos unidos a filagrina y loricrina), para después formar parte del estrato córneo, la capa más externa de la epidermis.
De forma experimental, se ha comprobado como la dexametasona, añadida a los hepatocitos de rata, causó un aumento de la síntesis de citoqueratina. Asimismo, la síntesis de ciertas citoqueratinas puede ser regulada de forma inversamente proporcional respecto a la síntesis de vimentina, a causa de factores que modifican el entorno celular, como son la forma y la superficie de las células.

## Afecciones
Irregularidades en la expresión de las proteínas de citoqueratina forman la raíz de condiciones atípicas, tales como eccema, ictiosis, soriasis y ciertos tipos de cáncer metastático. 

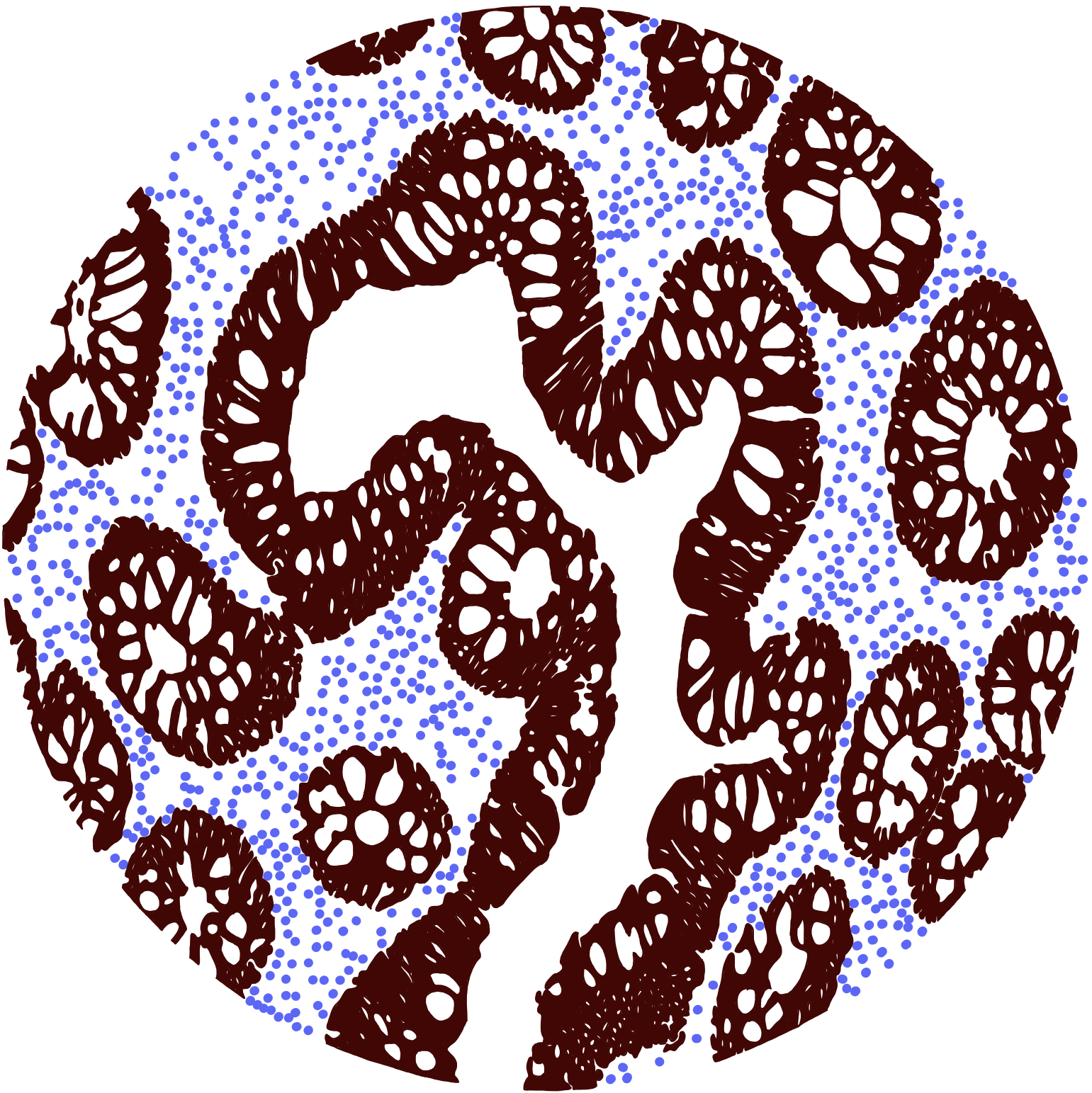
El dibujo pretende representar la distribución del CK19 (marron) en un colangiocarcinoma.

 La diferente expresión de estas proteínas multigénicas que forman parte del citoesqueleto está relacionada con la diferenciación celular. Por eso el estudio de las citoqeuratinas tiene gran relevancia en aspectos histológicos e histopatológicos. 

### Citoqueratina y cáncer
Se ha descubierto que ciertas citoqueratinas se pueden encontrar en cantidades superiores a lo esperado en pacientes con algunos tipos de cáncer que están relacionados con las células epiteliales.  
Las citoqueratinas sin filamentos intermedios que se encuentran en el citoesqueleto de las células eucariotas. En cada tipo de epitelio existe un patrón característico de citoqueratinas que permanece igual en el proceso de malignización y metástasis.   
Los patólogos suelen realizar inmunohistoquímica en una muestra de tumor para ver si las células tumorales producen citoqueratina. La mayoría de los cánceres que producen citoqueratina son derivados de las células epiteliales. Se denominan carcinomas (los tipos más comunes son el adenocarcinoma y el carcinoma de células escamosas). En cambio, otros tipos de cáncer como sarcomas y linfomas rara vez producen citoqueratinas.  
Algunos ejemplos de estos cánceres son: pulmón, mama, colorrectal, vejiga y de la cabeza y el cuello. 
Puede ser muy útil medir la cantidad de citoqueratinas en sangre para:
- Planificar el tratamiento de un cáncer.
- Comprobar que el tratamiento que está siendo aplicado a un paciente será eficaz.
- Si ha vuelto el cáncer.

Una utilidad de detectar citoqueratina es ayudar a decidir donde ha comenzado un tumor y si este se ha expandido por otros lugares del cuerpo. Las células tumorales generalmente producen los mismos tipos de citoqueratinas que las células normales y sanas que iniciaron el tumor. Es especialmlente útil cuando se ha producido una metástasis (las células tumorales se diseminan por el cuerpo). 

#### Citoqueratinas que intervienen en el cáncer de mama
En la glándula mamaria humana, el epitelio de los conductos está constituido por dos capas de células que expresan distintas CKs. En la capa interna o lumenal esiste inmunorreactividad ante CK8 y CK18. Sin embargo en la capa externa a lo largo de la membrana basal son reactivos a CK5 y CK6.
Como se ha mencionado anteriormente, el CK19 es una citoqueratina que se puede utilizar para identificar posibles carcinomas mamarios.

#### Citoqueratina en el cáncer en el tracto gastrointestinal y genitourinario
En un gran porcentaje de este tipo de tumores podemos observar la producción de CK20.

#### Citoqueratina en quistes y tumores de origen odontogénico
Todas las células de los mamíferos contienen un sistema de fibras esenciales para la movilidad del citoesqueleto. Parte de ese sistema son las citoqueratinas. Las citoqueratinas 14 y 19 se han usado como marcadores para identificar epitelio odontogénico. 

#### Citoqueratina en cánceres urológicos
La tipificación inmunohistoquímica de las citoqueratina 7 es útil para determinar el origen de ciertos carcinomas. En la mayoría de carcinomas transicionales de vejiga se localiza citoqueratina 7 positiva.